# Ярославський напрямок Московської залізниці
Ярославський напрямок Московської залізниці - залізнична лінія на північний схід від станції Москва-Пасажирська-Ярославська (Ярославський вокзал) Москви, що проходить по території Москви, Московської і Владимирської областей. Один з одинадцяти радіальних напрямків від Москви (один з десяти напрямків МЗ).
Головний хід від станції Москва-пас.-Ярославська до станції Александров, довжина - 111,4 км. Є початковою ділянкою основного ходу Транссибірської магістралі.
Ярославським напрямком прямують часті приміські електропотяги, а також потяги далекого прямування, що прямують до Ярославля, Котласу, Кінешми, Лабитнангі, Архангельська, Іваново, Кострома, Шар'я, Новий Уренгой, Череповця, Северодвинська, Усинська, Воркути, Вологди тощо.

## Історія
Федір Васильович Чижов одним з перших висунув ідею будівництва залізничної магістралі від Москви до Ярославля.
18 серпня 1862 року було відкрито пасажирське, а 3 жовтня 1862 року - вантажний рух на ділянці Москва - Сергієв Посад.
В 1869 році було закінчено будівництво лінії Сергієв Посад - Ярославль.
В 1895 році було відкрито постійний рух по лінії Митищі - Щолково. В 1929 році лінію продовжили до Моніно, а в 1970-1972 - до Фрязево, лінія стала хордовою між радіальними напрямками.
Також в 1920-х побудували лінію Болшево - Івантєєвка, а в 1935 році продовжили її до Фрязино.
В 1929 році було електрифіковано ділянку Москва - Митищі. В 1930 році електрифікацію продовжили до Правди по основній лінії, і до Щолково по Монінській лінії. В 1931 році електрички пішли до Софріно, в 1933 році - до Загорська. Монінською лінією електрифікацію продовжили в 1934 році до Чкаловської, і в 1936 - до Моніно. В 1937 році електрифікували ділянку Загорськ - Александров, але на іншу напругу тому електрички до появи в 1947 році двосистемних моделей Ср і См по цій ділянці не ходили. Лінію Болшево - Фрязіно електрифікували в 1948 році.
В 1956 - 1958 роках побудована лінія Софріно - Красноармійськ.
В 1987 - 1992 роках було остаточно демонтовано Бескудніківську залізницю, що з'єднувала станцію Лосиноострівська зі станцією Бескудніково Савеловського напрямку МЗ.
22 листопада 1994 року була завершена електрифікація лінії Софріно - Красноармійськ.
З 1997 року не функціонує і до 2001 року остаточно демонтовано лінію Митищі - Пирогово.

## Опис
Відноситься до Московсько-Курського регіону Московської залізниці, всі роздільні пункти входять до Московсько-Курського центру організації роботи залізничних станцій ДЦС-1 Московської дирекції управління рухом.
До складу Ярославського напрямку входять:
- Головний хід: 111,4-кілометрову ділянку від Москви-пас.-Ярославської до станції Александров (Александров-1), який переходить далі в лінію Північної залізниці на Ярославль і далі. Частина приміських електропоїздів прямують далі Александрова до станції Балакирево. Ділянка Москва-Ярославська - Митищі чотириколійна, Митищі - Пушкино триколійна (будується 4-а колія), далі двоколійна.
  - При цьому ділянка Пост 81 км - Александров є поєднаним з Великим кільцем МЗ
- Хордова лінія Митищі - Фрязево (примикання до Горьківського напрямку МЗ). Двоколійна, крім триколійної ділянки Підлипки-Дачні - Болшево. Частина потягів далекого прямування на Горьківський напрямок прямує з Москва-пас.-Ярославська по цій лінії; всі приміські електропоїзди по лінії прямують від Москва-пас.-Ярославська.
- Тупикове відгалуження Болшево - Фрязино, одноколійна.
- Тупикове відгалуження Софріно - Красноармійськ, одноколійна.

Рухомий склад для приміського пасажирського сполучення надають моторвагонні депо ТЧ-10 Москва-2, ТЧ-12 Александров.
Основні колії Ярославського напрямку повністю електрифіковані постійним струмом. Всі пункти зупинки обладнані високими платформами.
В 2000-х роках були повністю реконструйовані за допомогою параметра турнікетів (АСОКУПЕ) зупинкові пункти на лінії Москва - Митищі. В 2008 році встановлені турнікети з повною реконструкцією на станціях Болшево, Пушкино, платформі Воронок і з частковою реконструкцією на платформі Северянин.
В 2015 році планується установка турнікетів на станціях Александров-I, Фрязино-Пасажирська, Івантєєвка, і на платформі Маленковська
З 2008 року на напрямку проводиться масова заміна електропоїздів на нові потяги серії ЕД4М.